# Lacul Huron
Lacul Huron este unul din cele cinci Mari Lacuri din America de Nord. El este mărginit la vest de statul  Michigan,  Statele Unite ale Americii, iar la est de provincia canadiană Ontario.  Numele lacului a fost dat de către exploratorii francezi după populația huronilor, care locuiau în regiune.

## Descriere

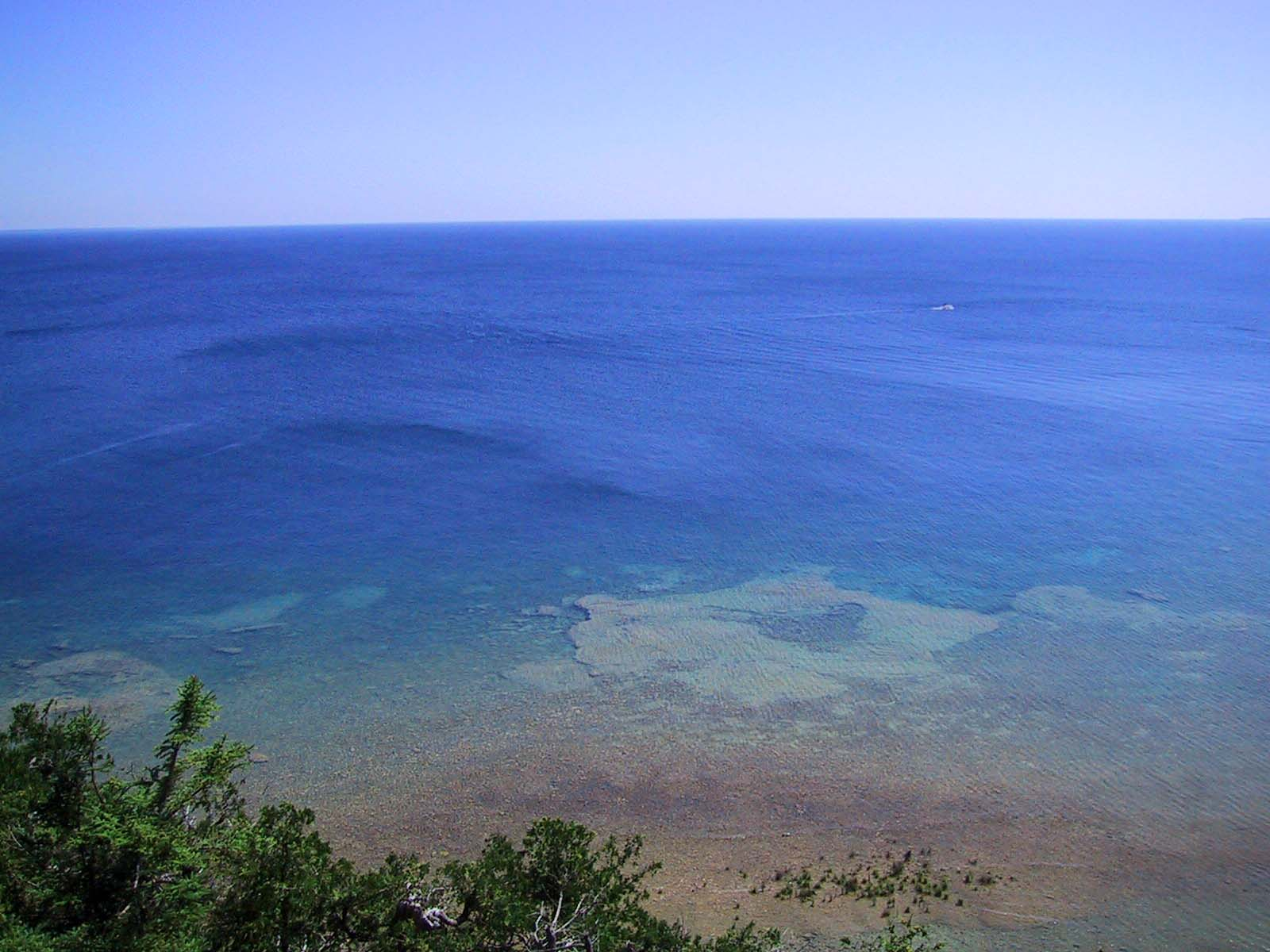
Lacul Huron văzut de la Arch Rock de pe insula Mackinac

Lacul Huron este al doilea ca mărime dintre Marile Lacuri, cu o arie de 59.596 km²) și al treilea lac cu apă dulce din lume (al patrulea lac dacă este inclusă și Marea Caspică, dar care are apă sărată). Volumul său de apă este de 3.540 km³, iar lungimea țărmurilor de 6157 km. Lacul are o adâncime medie de 59 m și o adâncime maximă de 229 m. Are o lungime de 332 km și o lățime maximă de 245 km.
Lacul Huron este situat la o altitudine de 176 m deasupra nivelului mării. Lacul Michigan este situat la același nivel și este legat de lacul Huron prin Strâmtoarea Mackinac, ceea ce face ca din punct de vedere geologic și hidrologic să formeze un singur lac (uneori numit Lacul Michigan-Huron). Lacul Superior este situat la o altitudine ușor mai mare decât lacurile Huron și Michigan, iar apa din acest lac se varsă, prin râul St. Marys în lacul Huron. La rândul ei, apa din lacul Huron trece spre sud în râul St. Clair la Port Huron, Michigan și Sarnia, Ontario.
Pe malul vestic al lacului se află golful Saginaw.
În partea nord-estică a lacului Huron se găsește insula Manitoulin, care separă Canalul de Nord și Golful Georgian de restul lacului Huron. Ea este cea mai mare insulă de apă dulce din lume, iar lacul Manitou de pe această insulă este la rândul său cel mai mare lac din lume situat pe o insulă dintr-un alt lac.
În partea de sud, un alt element care delimitează Golful Georgian de partea principală a lacului Huron este peninsula Bruce.
Ca și celelalte Mari Lacuri, lacul Huron a fost format prin topirea ghețarilor, la retragerea acestora după ultima glaciație.
Între orașele mai importante de pe malurile lacului Huron se numără: Bay City, Alpena, Rogers City, Cheboygan, St. Ignace și Port Huron, Michigan în Statele Unite ale Americii, respectiv Goderich și Sarnia, Ontario în Canada.